# Slangebøsse
En slangebøsse er et simpelt skydevåben, som består af et håndtag, et ammunitionsleje og et par elastiske stropper. Ammunitionslejet og stropperne kan være ud i ét, som f.eks. i slangebøsser lavet af en Y-formet gren og en cykelslange. 
Slangebøssen er blevet brugt langt tilbage i tiden, men i dag kan den fås meget avanceret med både laser- og fiber-optisk sigte.
Oprindeligt blev slangebøssen brugt til jagt af fx mindre gnavere og fugle, men den blev også brugt som våben. I dag bruges den mest for underholdningens skyld, da der er kommet langt kraftigere jagtvåben.
Våbenloven forbyder import, fremstilling og brug af slangebøsser, hvis ikke man har tilladelse fra politiet (justitsministeren).
Partiet Venstresocialisternes logo er en slangebøsse, hvor bogstavet Y udgør håndtaget – Y var partiets partibogstav, da det stillede op på egen liste.
| Våben | Spire Denne artikel om våben er en spire som bør udbygges. Du er velkommen til at hjælpe Wikipedia ved at udvide den. |